# Leichtathletik-Europameisterschaften 1998/Marathon der Männer

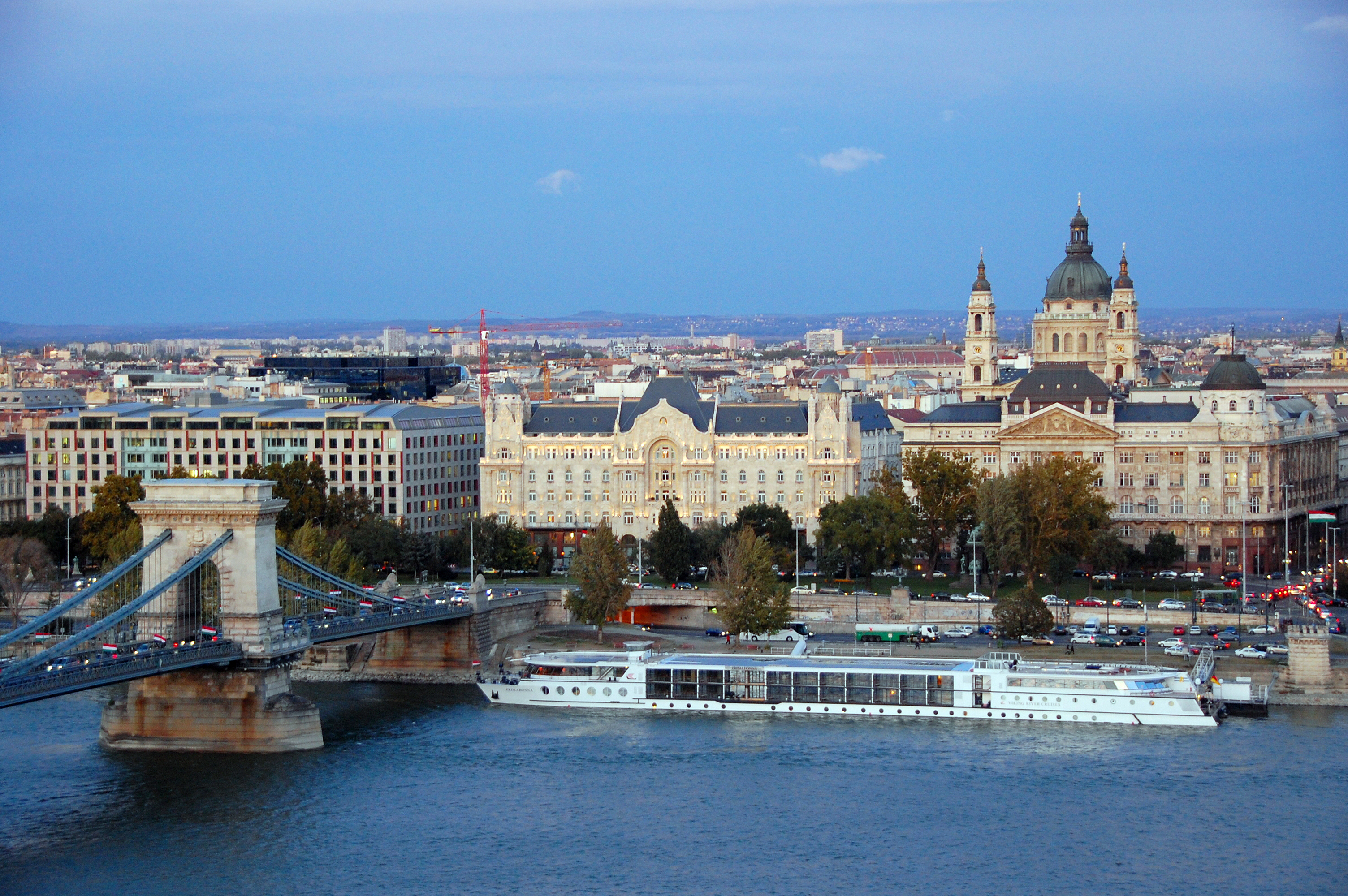
Blick auf Anleger Budapest im Jahr 1998

Der Marathonlauf der Männer bei den Leichtathletik-Europameisterschaften 1998 fand am 22. August 1998 in der ungarischen Hauptstadt Budapest statt.
Es gab einen dreifachen Sieg für Italien. Stefano Baldini gewann das Rennen in 2:12:01 h. Vizeeuropameister wurde Danilo Goffi vor Vincenzo Modica.
Wie bereits 1994 gab es eine Teamwertung, den sogenannten Marathon-Cup. Hierfür wurden die Zeiten der drei besten Läufer je Nation addiert. Die Wertung zählte allerdings nicht zum offiziellen Medaillenspiegel. Es siegte die Mannschaft aus Italien vor Spanien und Portugal.

## Bestehende Rekorde / Bestleistungen
Anmerkung:
Rekorde wurden damals im Marathonlauf und Straßengehen wegen der unterschiedlichen Streckenbeschaffenheiten mit Ausnahme von Meisterschaftsrekorden nicht geführt.
| Weltbestzeit             | Belayneh Dinsamo | 2:06:50 h | Rotterdam-Marathon | 17. April 1988  |
| Europäische Bestleistung | Carlos Lopes     | 2:07:12 h | Rotterdam-Marathon | 20. April 1985  |
| Meisterschaftsrekord     | Martín Fiz       | 2:10:31 h | EM Helsinki        | 14. August 1994 |

Der bestehende EM-Rekord wurde bei diesen Europameisterschaften nicht erreicht. Mit seiner Siegerzeit von 2:12:01 min blieb der italienische Europameister Stefano Baldini 1:30 min über dem Rekord. Zur Europabestzeit fehlten ihm 4:49 min, zur Weltbestzeit 5:11 min.

## Legende
| DNF | Wettkampf nicht beendet (did not finish) |

## Ergebnis

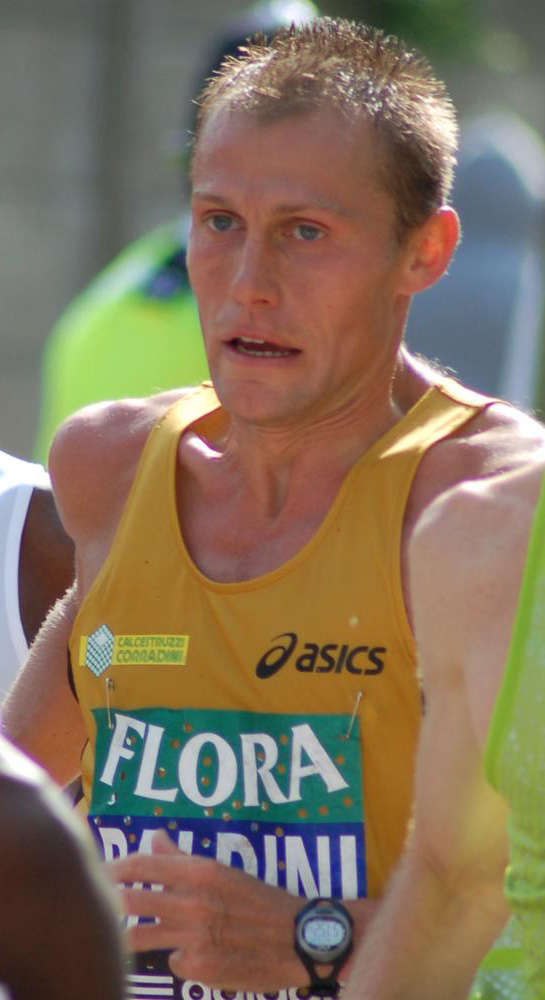
Europameister Stefano Baldini

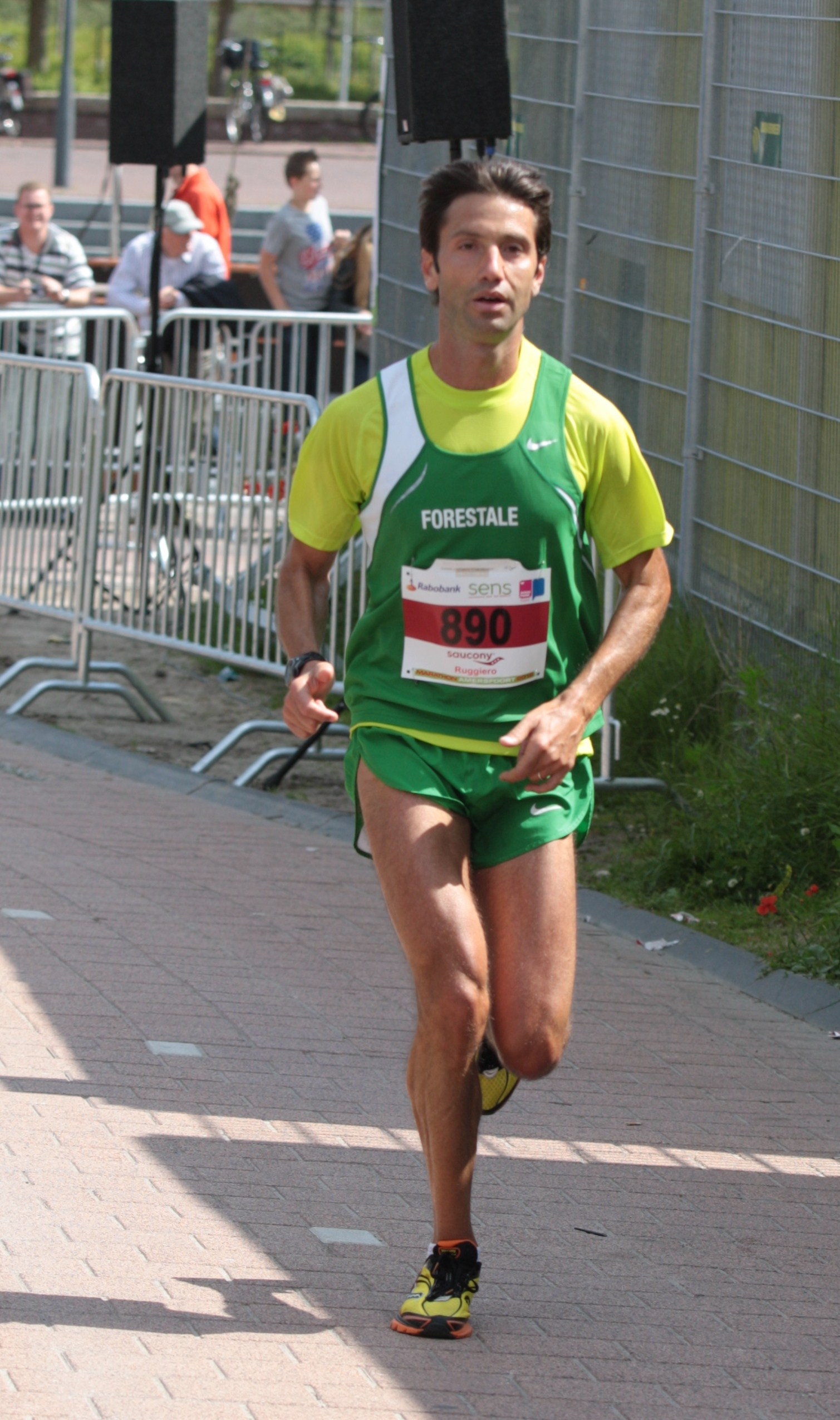
Giovanni Ruggiero – Platz sieben

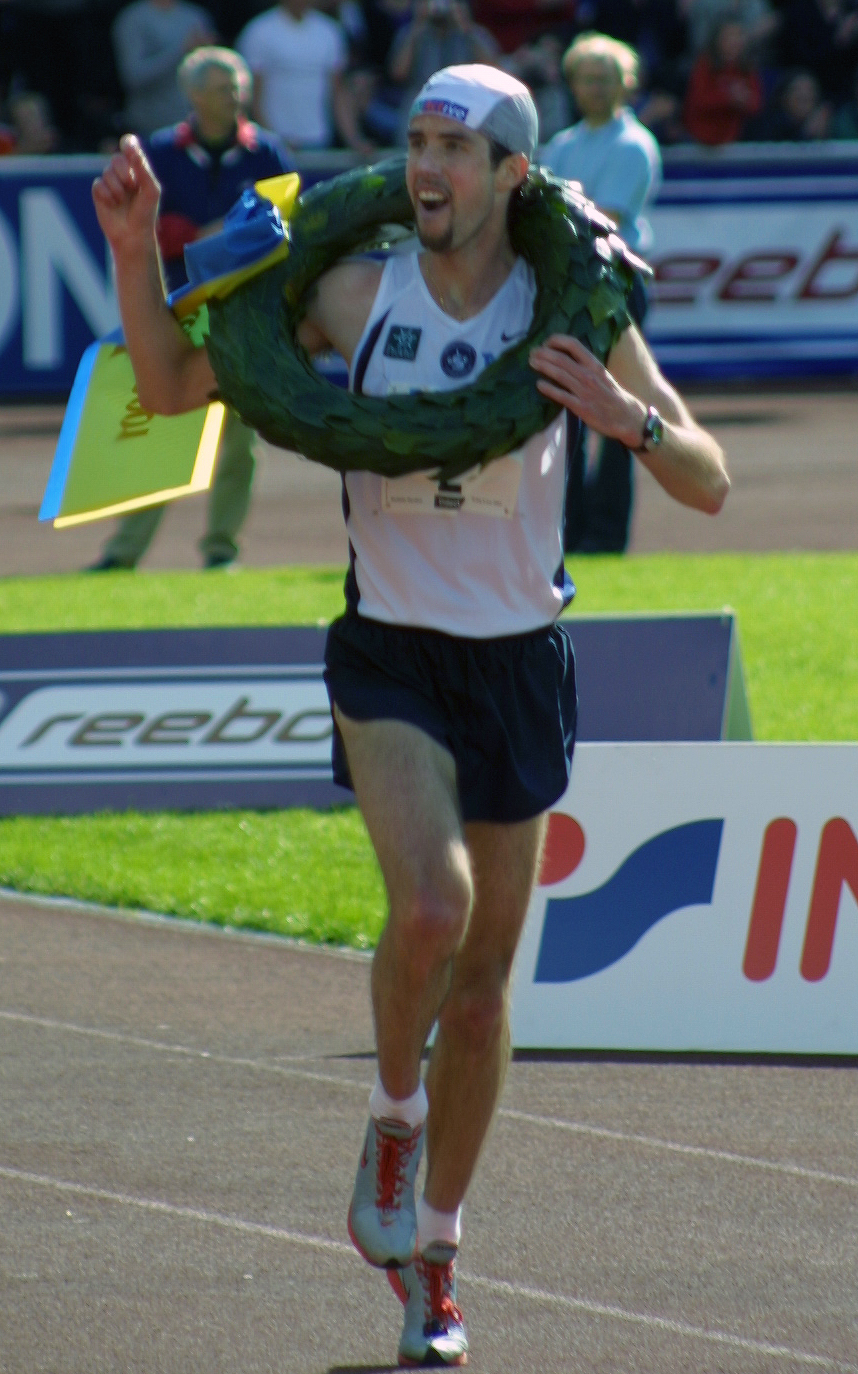
Anders Szalkai – Platz 25

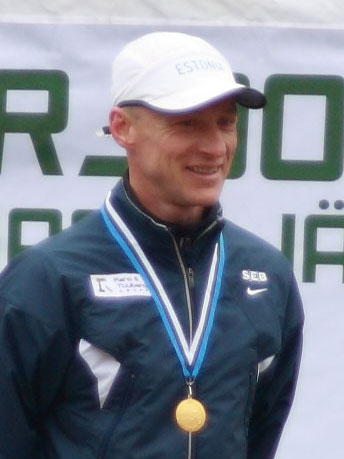
Pavel Loskutov – Platz 29

22. August 1998
| Platz | Athlet               | Land           | Zeit (h) |
| ----- | -------------------- | -------------- | -------- |
|       | Stefano Baldini      | Italien        | 2:12:01  |
|       | Danilo Goffi         | Italien        | 2:12:11  |
|       | Vincenzo Modica      | Italien        | 2:12:53  |
| 04    | Julio Rey            | Spanien        | 2:13:17  |
| 05    | Alejandro Gómez      | Spanien        | 2:13:23  |
| 06    | Antoni Peña          | Spanien        | 2:13:53  |
| 07    | Giovanni Ruggiero    | Italien        | 2:13:59  |
| 08    | Richard Nerurkar     | Großbritannien | 2:14:02  |
| 09    | João Lopes           | Portugal       | 2:14:19  |
| 10    | António Salvador     | Portugal       | 2:14:28  |
| 11    | Abdelhakim Bagy      | Frankreich     | 2:14:48  |
| 12    | Antonio Serrano      | Spanien        | 2:14:58  |
| 13    | Muhhamed Mazipov     | Russland       | 2:15:12  |
| 14    | Harri Hänninen       | Finnland       | 2:15:13  |
| 15    | Paulo Catarino       | Portugal       | 2:15:27  |
| 16    | Henrique Crisostomo  | Portugal       | 2:15:38  |
| 17    | Bjarne Thysell       | Schweden       | 2:15:43  |
| 18    | Oleg Strischakow     | Russland       | 2:15:51  |
| 19    | Michael Fietz        | Deutschland    | 2:15:53  |
| 20    | Ottaviano Andriani   | Italien        | 2:16:28  |
| 21    | Nikolaos Polias      | Griechenland   | 2:16:36  |
| 22    | Pascal Blanchard     | Frankreich     | 2:16:38  |
| 23    | Jean-Pierre Monciaux | Frankreich     | 2:17:11  |
| 24    | Stephan Freigang     | Deutschland    | 2:17:24  |
| 25    | Anders Szalkai       | Schweden       | 2:17:40  |
| 26    | Joaquim Silva        | Portugal       | 2:17:55  |
| 27    | Gergely Rezessy      | Ungarn         | 2:17:58  |
| 28    | David Buzza          | Großbritannien | 2:19:28  |
| 29    | Pavel Loskutov       | Estland        | 2:19:38  |
| 30    | Mark Hudspith        | Großbritannien | 2:19:58  |
| 31    | Martón Lajtos        | Ungarn         | 2:21:22  |
| 32    | Eduard Tuchbatullin  | Russland       | 2:21:38  |
| 33    | Zoltán Holbá         | Ungarn         | 2:22:01  |
| 34    | Sergey Kaledin       | Russland       | 2:22:55  |
| 35    | Bertrand Itsweire    | Frankreich     | 2:23:01  |
| 36    | Andrey Shalagin      | Russland       | 2:23:05  |
| 37    | Ferenc Sagi          | Ungarn         | 2:26:53  |
| 38    | Valeriu Vlas         | Moldau         | 2:27:28  |
| 39    | Peter Jager          | Ungarn         | 2:29:49  |
| 40    | Janos Szeman         | Ungarn         | 2:33:51  |
| DNF   | Dominique Chauvelier | Frankreich     |          |
| DNF   | Spyros Andriopoulos  | Griechenland   |          |
| DNF   | Giacomo Leone        | Italien        |          |
| DNF   | Philippe Rémond      | Frankreich     |          |
| DNF   | Diego Garcia         | Spanien        |          |
| DNF   | José Manuel García   | Spanien        |          |

## Ergebnis Marathon-Cup
| Platz | Land           | Athleten                                              | Zeit (h) |
| ----- | -------------- | ----------------------------------------------------- | -------- |
| 1     | Italien        | Stefano Baldini Danilo Goffi Vincenzo Modica          | 6:37:05  |
| 2'    | Spanien        | Julio Rey Alejandro Gómez Antoni Peña                 | 6:40:33  |
| 3'    | Portugal       | João Lopes António Salvador Paulo Catarino            | 6:44:14  |
| 4     | Frankreich     | Abdelhakim Bagy Pascal Blanchard Jean-Pierre Monciaux | 6:48:37  |
| 5     | Russland       | Mukhamet Nazipov Oleg Strischakow Eduard Tuchbatullin | 6:52:41  |
| 6     | Großbritannien | Richard Nerurkar David Buzza Mark Hudspith            | 6:53:28  |
| 7     | Ungarn         | Gergely Rezessy Martón Lajtos Zoltán Holba            | 7:01:21  |

(nur sieben Mannschaften in der Wertung)